# École des nouveaux métiers de la communication
L'École des nouveaux métiers de la communication, plus connue sous le nom « EFAP », officiellement « École française des attachés de presse »,,, est un établissement d'enseignement supérieur privé français spécialisé dans les métiers de la communication fondé en 1961 par le professeur de philosophie et écrivain Denis Huisman.
En 2024, l'école occupe la 3e place du classement Eduniversal des meilleures formations de niveau bac+3 en communication en France, derrière le CELSA Sorbonne Université et Audencia SciencesCom. En revanche, sa formation de niveau bac+5 se place 12e des meilleures formations de niveau master en communication.

## Historique
L'École française des attachés de presse est fondée en 1961 par l'écrivain et professeur Denis Huisman. À l'origine, l'EFAP est uniquement consacrée à la formation des attachés de presse, mais elle s’est ouverte à la formation de tous les métiers de la communication et est rebaptisée en 1981 « EFAP, l'école des métiers de la communication ».
L'école appartient au groupe des Écoles Denis-Huisman (EDH, créé en 1991), qui regroupe l'EFAP, l'École française de journalisme (EFJ) et l'École des métiers de la culture et du marché de l'art (ICART).
En juillet 2014, le fonds d’investissement franco-britannique Platina Equity Solutions (actionnaire à 80 %) et Amin Khiari rachètent le groupe pour plus de 15 millions d'euros à son fondateur, Denis Huisman, 85 ans. Ce dernier reste président du conseil de surveillance et Amin Khiari, ancien directeur général du pôle universitaire Léonard-de-Vinci (2008-2010), prend la direction du groupe. Il fait passer aussitôt la durée de la scolarité de 4 à 5 ans et renomme l'école « EFAP, l'école des nouveaux métiers de la communication ».

## Enseignement
L’EFAP forme aux métiers de la communication.
L'école compte 11 campus au total situés à Paris, Lyon (1970), New York (1987), Lille (1991), Bordeaux (2003), Shanghai (2016), Aix-en-Provence (2021), Strasbourg (2021), Toulouse (2021), Montpellier (2021), Rennes (2023) et  Santander.

## Équipe pédagogique
L'équipe pédagogique est restreinte (sa composition n'est pas publique : aucune mention sur le site Web de l'école, à part des pages individuelles).
Selon L'Étudiant, « le générique d’intervenants [est] digne du Bottin mondain : d'Yves Lacoste à Léon Zitrone, de Jean-Pierre Raffarin à Michèle Cotta… ». Le fondateur de l'école, Denis Huisman, récuse l’image de « mondanités et petits fours » toujours attachée aux relations publiques et conçoit le secteur comme « de la philosophie appliquée ».

## Anciens élèves

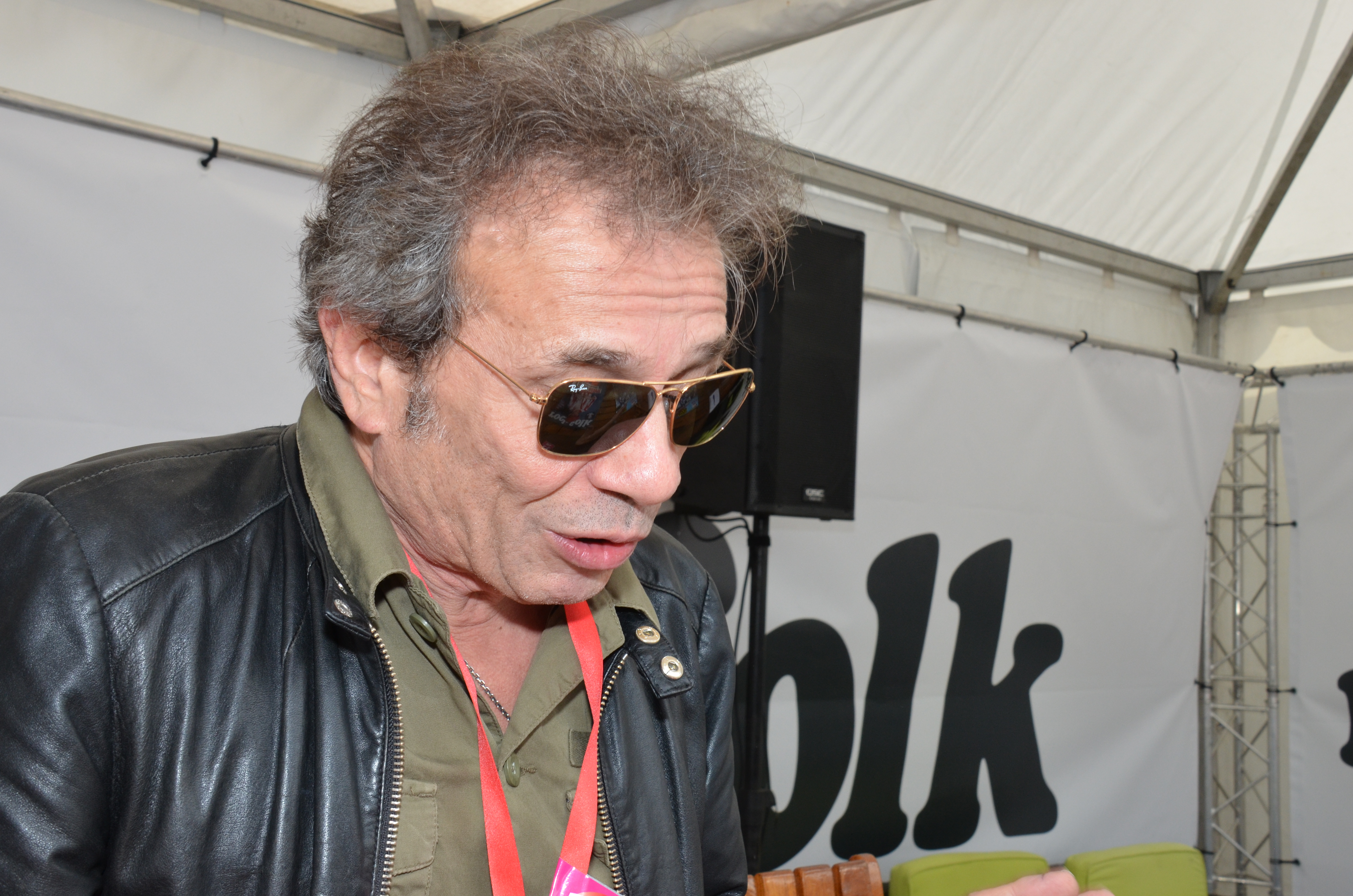
Philippe Manœuvre, journaliste.
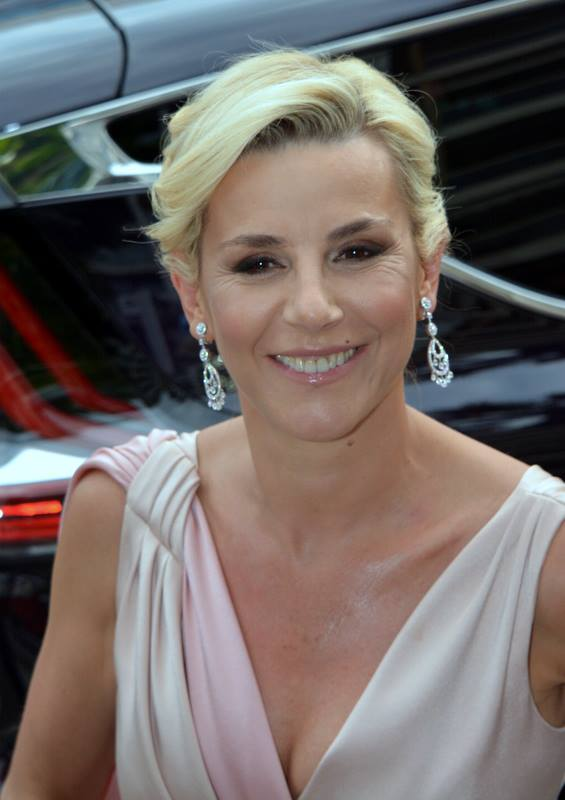
Laurence Ferrari, journaliste et animatrice de télévision.
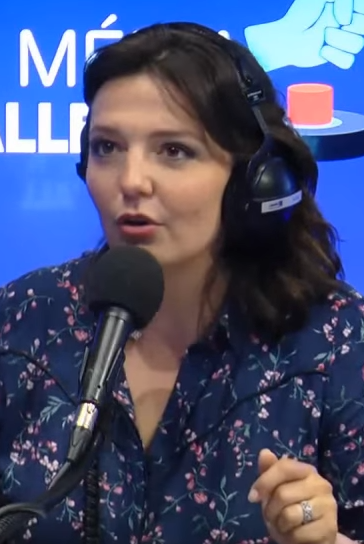
Carinne Teyssandier, animatrice de télévision.
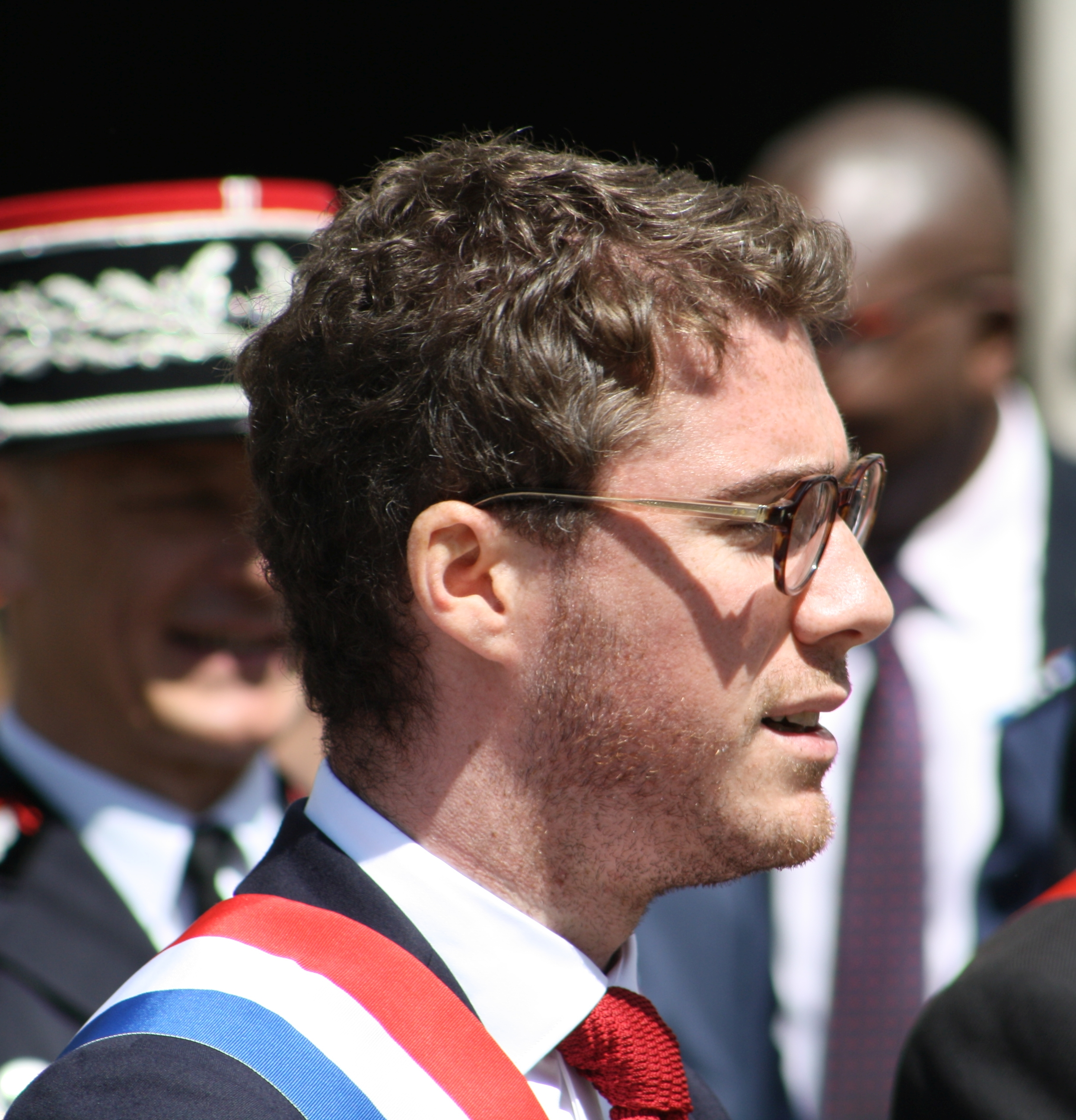
Quentin Bataillon, homme politique.
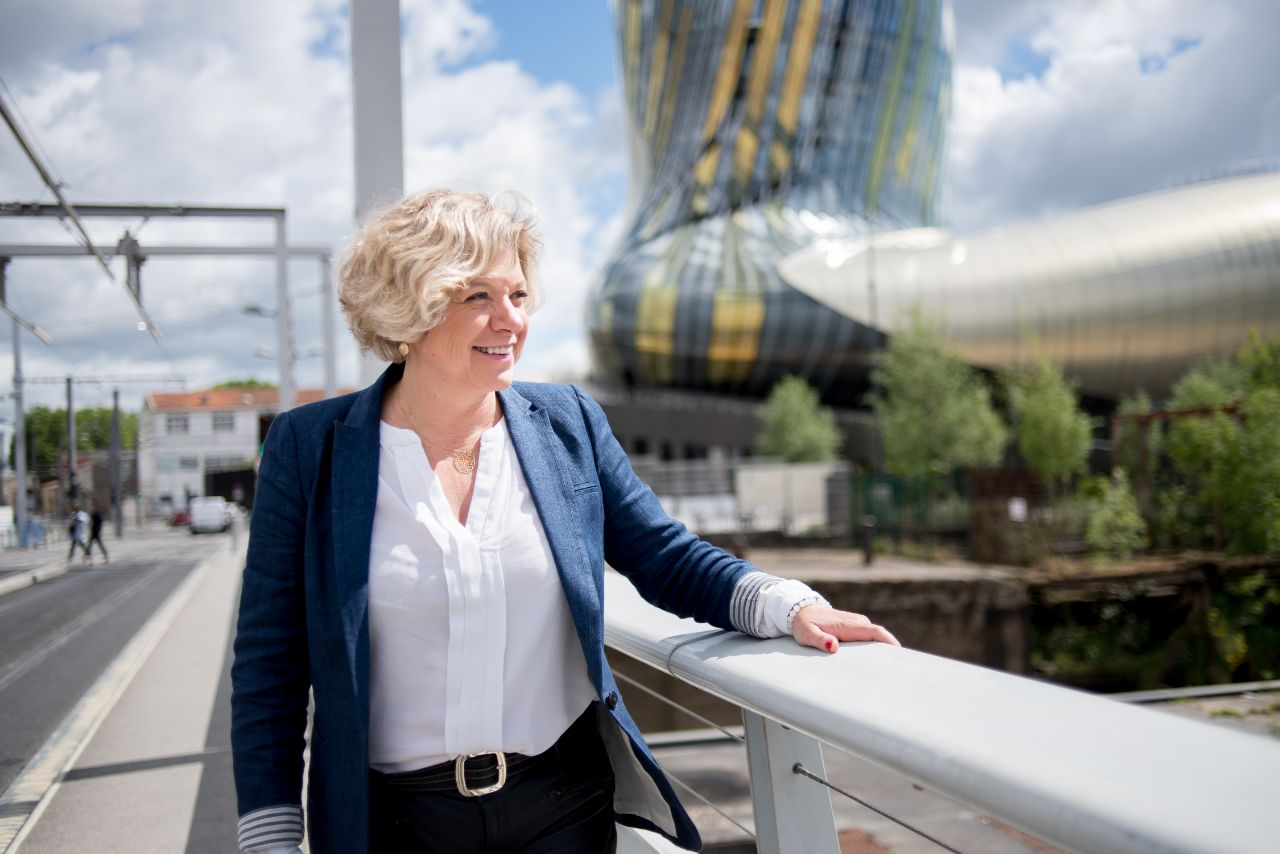
Dominique David, femme politique.
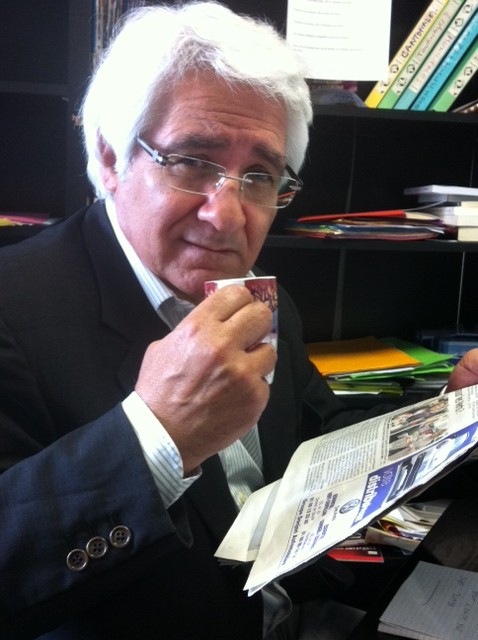
Patrice Arditti, journaliste.
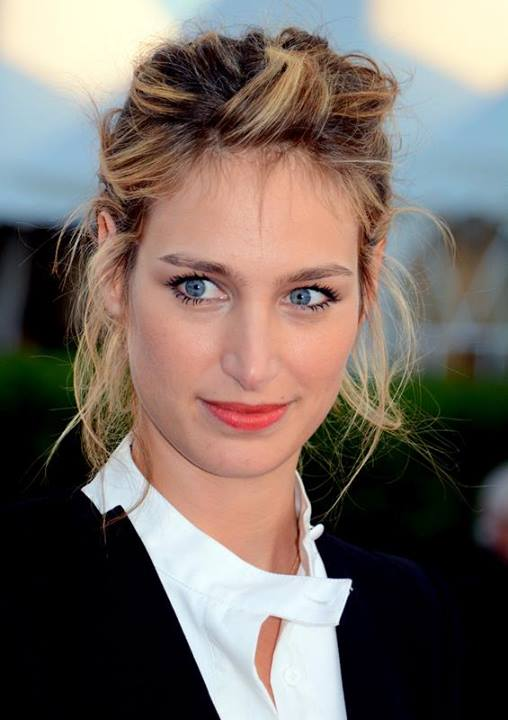
Pauline Lefèvre, actrice.
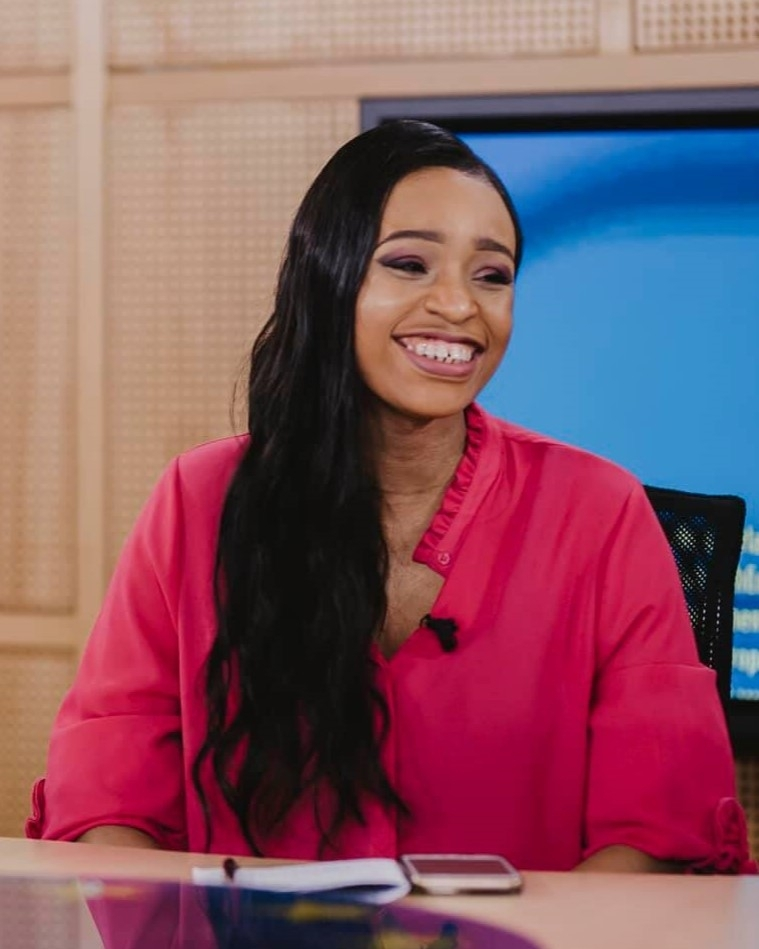
Mona Mpembele, journaliste.
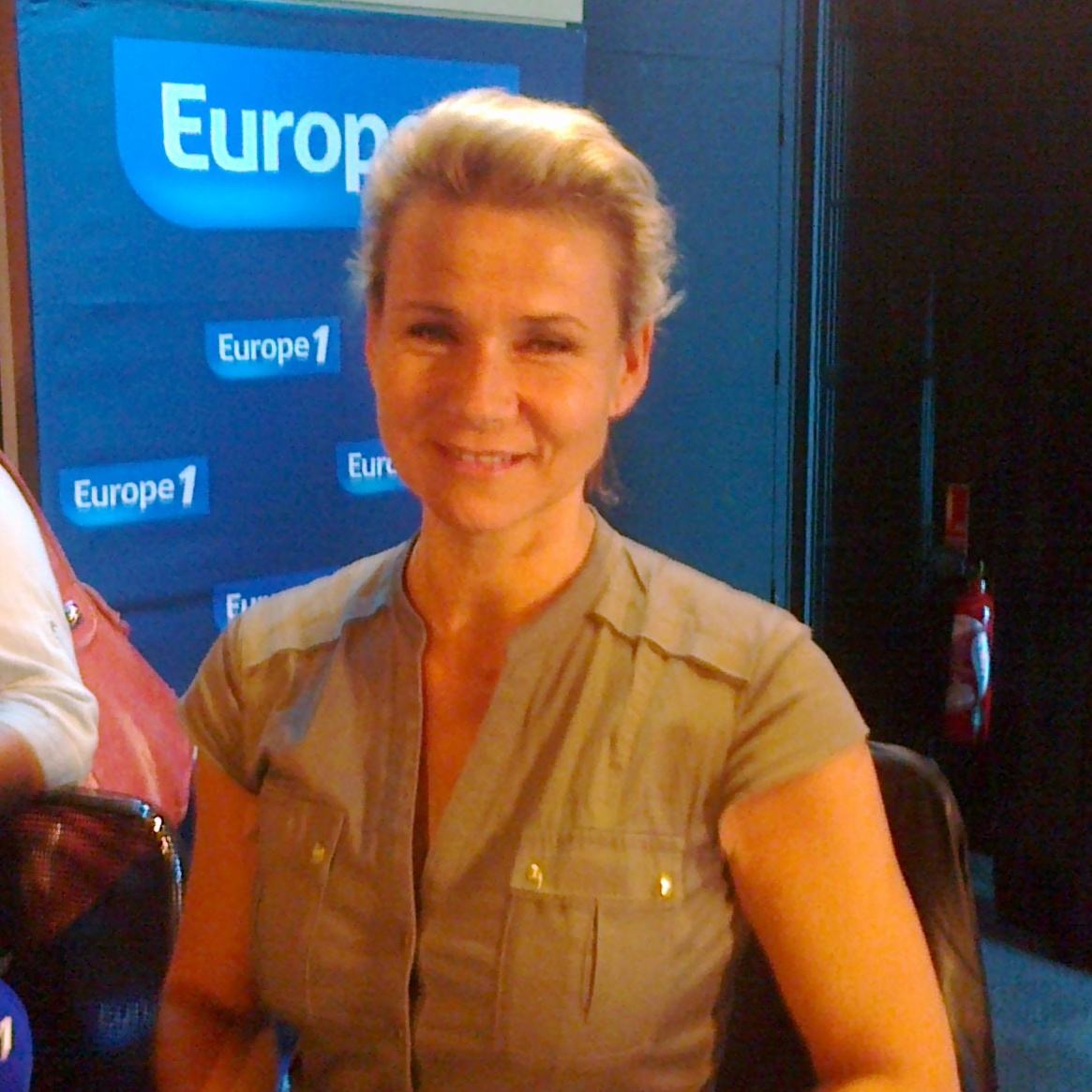
Nathalie Rihouet, animatrice de télévision.
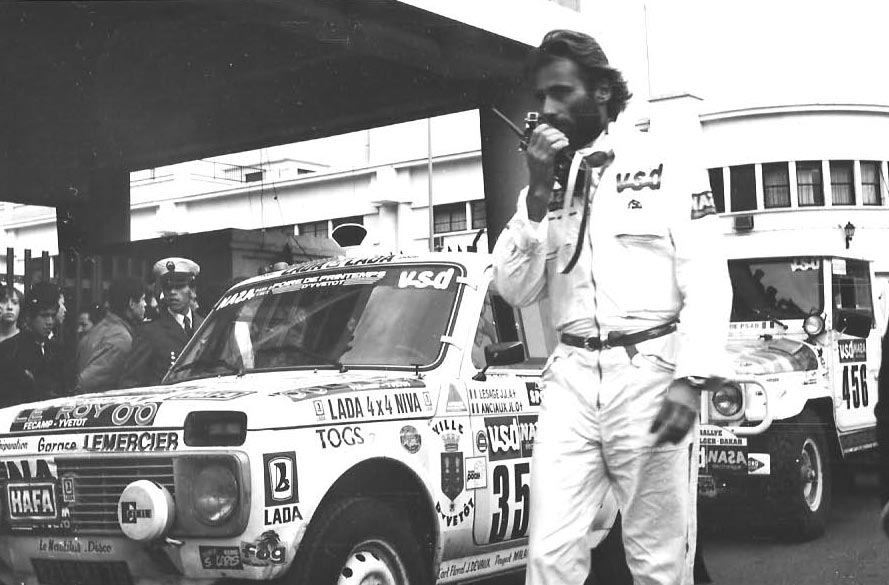
Thierry Sabine, pilote de rallye

- Gilles Leclerc[13], journaliste ;
- Quentin Bataillon[14], homme politique, député de la première circonscription de la Loire depuis 2022 ;
- Dominique David[15], femme politique, députée de la première circonscription de la Gironde entre 2017 et 2022 ;
- Philippe Manœuvre[16], journaliste ;
- Sophie Aubert[17], diplomate et ambassadrice de France en Angola depuis juillet 2023 ;
- Carinne Teyssandier, animatrice de télévision ;
- Laurence Ferrari[18], journaliste ;
- Martial Debriffe, biographe et écrivain ;
- Patrice Arditti, journaliste ;
- Sophie Jovillard, journaliste ;
- Elsa Fayer, journaliste ;
- Patrick Roy, animateur de télévision ;
- Stéphane Tapie[19], producteur de télévision ;
- Thierry Sabine, pilote de rallye, fondateur du Rallye Paris-Dakar ;
- Christian Blachas, producteur de télévision et présentateur de Culture Pub ;
- Dominique Yvon, patineuse artistique ;
- Mona Mpembele, journaliste pour EuroparlTV ;
- Christelle Graillot, ancienne responsable chez Canal+ ;
- Chouna Lomponda, conseillère en communication pour la République démocratique du Congo ;
- Mariella Tiemann, actrice et animatrice de télévision ;
- Nathalie Rihouet, animatrice de télévision ;
- Pauline Lefèvre, actrice ;
- Nady Bamba[20], journaliste, compagne de Laurent Gbagbo ;
- Alexandra de Taddeo[21].